# Seattle-Tacoma Shipbuilding Corporation

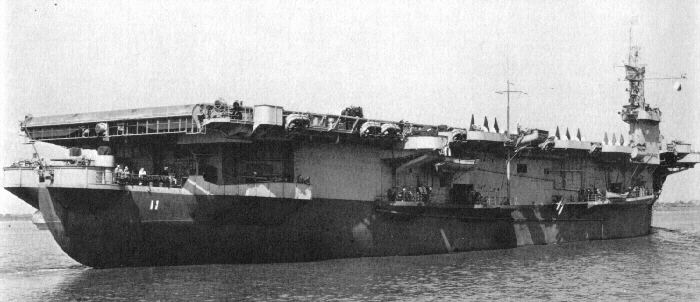
L' en 1942, l'un des nombreux porte-avions d'escorte construit par Seattle-Tacoma durant la guerre.

La Seattle-Tacoma Shipbuilding Corporation (aussi connue sous le nom de Todd Pacific) est une société de construction navale aux États-Unis, active entre 1939 et 1946. Elle a construit des navires pour la marine militaire américaine et aussi pour la United States Merchant Marine (flotte de navires marchands civils opérés par le secteur privé ou par le gouvernement fédéral américain). Elle opérait sur deux chantiers navals dans le Puget Sound au nord-ouest des États-Unis (état de Whasington). Il s'agit du plus grand producteur de destroyers (45) sur la côte ouest et le plus grand producteur de porte-avions d'escorte de différentes classes (56) de tous les chantiers américains actifs pendant la Seconde Guerre mondiale. Des porte-avions d'escorte, des destroyers et des cargos pour la marine américaine et la marine marchande sont aussi construits durant le conflit.

## Histoire
La Todd Corporation, qui vient de s'établir à New York, a acquis Seattle Construction and Drydock Company dans le port de Seattle pendant la Première Guerre mondiale en 1916. Le chantier est acquis en 1918 par Skinner & Eddie. Todd déménage son opération de Seattle à Harbour Island, à proximité, où une installation de réparation est construite. En 1917, la société met également le pied à Tacoma, où les premiers travaux d'installations sont en cours en janvier 1917 et le premier navire, le Tacoma, est lancé le 28 mars 1918.
3 des 10 croiseurs légers de classe Omaha et 22 cargos (7 500 t) ont été construits dans le chantier Tacoma, le destroyer de classe Caldwell USS Gwin (DD-71) et le N- des sous-marins de classe N-1 (SS-53), N-2 (SS-54) et N-3 (SS-55) ainsi que 8 cargos de 7 500 t et 6 cargos de 5 000 t ont été construits à Seattle. Tous les cargos sont livrés au United States Shipping Board.
En plus de ces contrats gouvernementaux, le chantier Tacoma construit 2 cargos (nommés Red Hook et Hoboken d'après 2 des emplacements de Todd dans le port de New York), 3 navires à passagers et 6 barges. Le Red Hook trouve son chemin dans le service de l'armée impériale japonaise sous le nom de Naruo Maru, et est coulé en 1944.
La construction navale cesse dans le chantier de Seattle en 1920 et dans le chantier de Tacoma en 1924. William Henry Todd décède le 15 mai 1932. John D. Reilly devient président de Todd Shipyards.
En 1939, l'ancien chantier naval de Tacoma à Commencement Bay est relancé par Todd et Kaiser Shipbuilding avec l'aide d'un capital de quelque 15 millions de dollars fourni par la marine américaine, pour la production de navires en prévision d'une éventuelle entrée des États-Unis dans la Seconde Guerre mondiale. L'argent permet aux propriétaires d'augmenter le nombre de cales de construction de trois à huit au total.
À la suite de la promulgation du Two-Ocean Navy Act, Seattle-Tacoma obtient un contrat pour la construction de 25 destroyers. Le gouvernement investit 9 millions de dollars dans une nouvelle installation de construction de destroyers sur Harbor Island, qui est ensuite construite à partir du 15 octobre 1940 à côté du quai de réparation existant fondé en 1918.
En février 1942, Todd rachète la participation de Kaiser et vend les intérêts de la société dans Permanente Metals et quelque temps après, la société est réabsorbée dans Todd Dry Dock & Construction, qui devient finalement Todd Pacific Shipyards. Todd vend le chantier naval de Tacoma à la marine après la fin de la guerre, qui à son tour vend le site au port de Tacoma en 1959. Aujourd'hui, le site est sur le point d'être réaménagé dans le cadre du district de développement industriel de la baie de Commencement du port.
L'installation de destroyers "Plant A" a produit un seul navire civil, le ferry de luxe Chinook, lancé en 1947,[10] mais en 1952, des terminaux pétroliers avaient été établis sur place.
Le chantier de réparation d'origine a continué à faire partie de la Todd Corporation, construisant maintenant de nouveaux navires civils et militaires et il reste actif à ce jour en tant qu'installation de Vigor Shipyards.

## Constructions lors de la Seconde Guerre mondiale

### Chantier de Tacoma

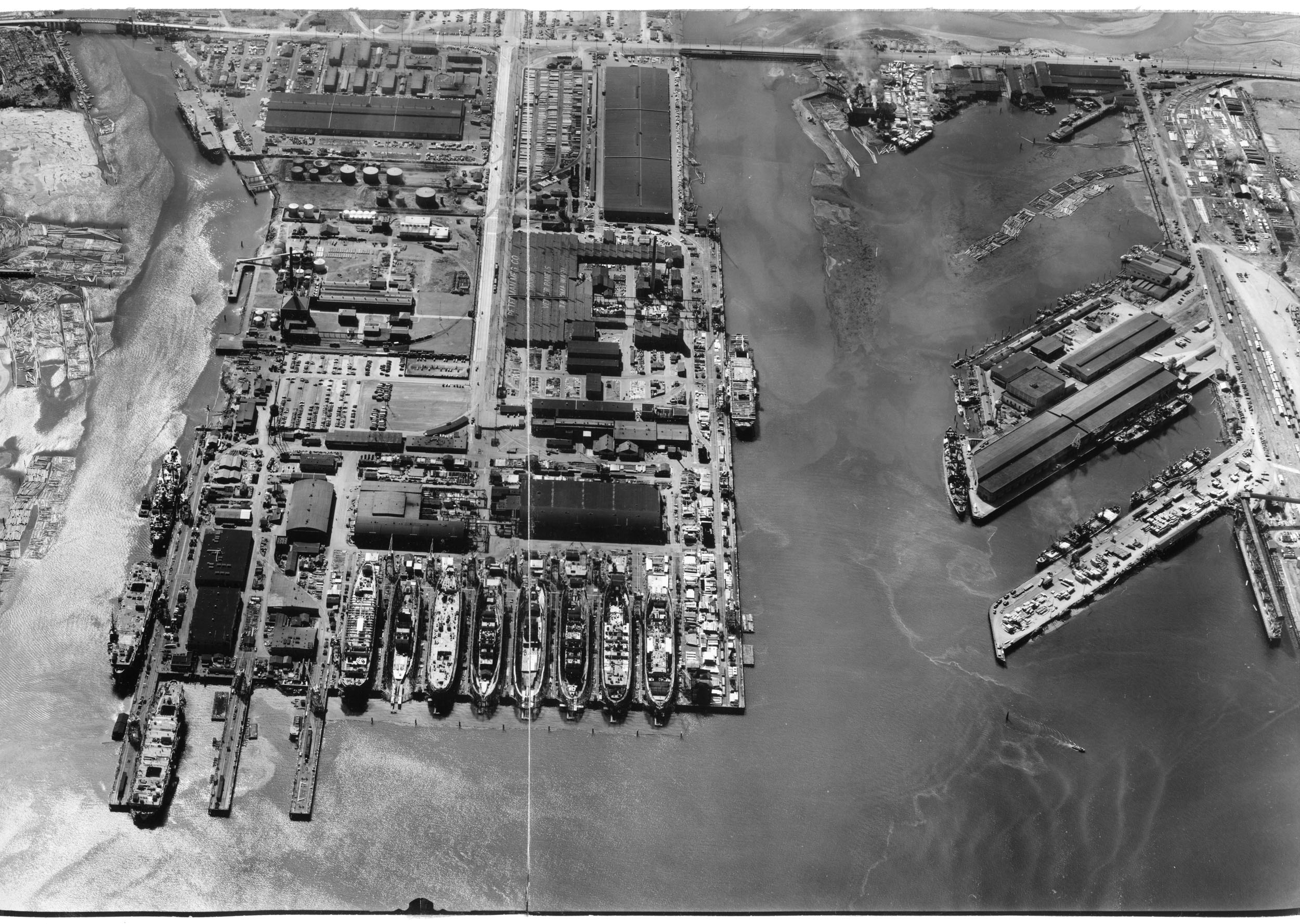
Chantier de Tacoma en 1945

À la baie du Commencement (47° 16′ 46″ N, 122° 24′ 25″ O)
Porte-avions d'escorte (56)
- 37 des 45 de la classe Bogue (C3-S-A1)
  - plusieurs ont été achevés / aménagés à Willamette Iron and Steel Works, Portland, Oregon
- 19 des 19 de la classe Commencement Bay
  - du Commencement Bay (CVE-105) au Tinian (CVE-123)
  - 3 sont achevés à Commercial Iron Works à Portland, Oregon (CVE-110, CVE-126, CVE-121)
  - 1 est achevé à Willamette Iron and Steel Works à Portland, Oregon (CVE-108)

Cargo auxiliaires (14)
- 2 des 2 de la classe Frederick Funston (C3-S1-A3)
  - Frederick Funston (APA-89), James O'Hara (APA-90)
  - commandé le 23 octobre 1940[10]
- 4 des 4 de la classe Kenneth Whiting (Transport d'hydravions) (C3 Mod.)
  - du Kenneth Whiting (AV-14) au Cumberland Sound (AV-17)
- 5 des 23 de la classe Patapsco (Navire-citerne) (T1 tanker)
  - du Patapsco (AOG-1) au Susquehanna (AOG-5)
- 3 des 6 de la classe Shenandoah (ravitailleur de destroyer)
  - Shenandoah (AD-26), Yellowstone (AD-27), Grand Canyon (AD-28)

Cargo (5)
- 5 des 95 C1-B (5 des 10 variant diesel C1-B)[11],[12],[13],[14]
  - Cape Alava (MC-119) lancé le 1er août 1940, livré à American Mail Lines 3 avril 1941
  - Cape Flattery (MC-120) lancé le 28 septembre 1940, livré aux lignes de l'American Mail le 29 mai 1941
  - Cape Cleare (MC-121) lancé le 29 novembre 1940
  - Cape Fairweather (MC-122) lancé le 11 avril 1941, renommé Oregon, livré à Pacific-Atlantic Steamship Corporation, sunk 1941
  - Cape Douglas (MC-123) lancé le 10 juin 1941, renommé Idaho livré à Pacific-Atlantic Steamship Corporation
  - 2 moteurs diesel Hooven-Owens-Rentschlerà 6 cylindres avec couplage magnétique et réducteurs simples (2.55:1)[15],[16],[17],[18],[19]
  - 2 diesels auxiliaires Washington Iron Works

Navires de la Seconde Guerre mondiale produits avant 1924 (incomplet)
- - Empire Antelope – torpillé en novembre 1942 lors d'un convoi dans l'Atlantique (SC 107))
  - Empire Wagtail – torpillé en décembre 1942 lors d'un convoi dans l'Atlantique (ON 154)
  - Berury – torpillé en septembre 1941 lors d'un convoi dans l'Atlantique (SC 42)
  - Otho – torpillé au large de la Virginie avril 1942
  - Caterina – coulé par une torpille aérienne au sein d'un convoi italien
  - El Coston
  - Empire Mallard
  - Empire Tiger
  - Empire Elk – survécu
  - Willimantic (construit à Seattle)
  - Empire Gazelle – survécu

Description de l'usine en janvier 1940:

Photographie de l'usine au stade initial des 2 voies (lancement du Cape Alava):

### Chantier de Seattle

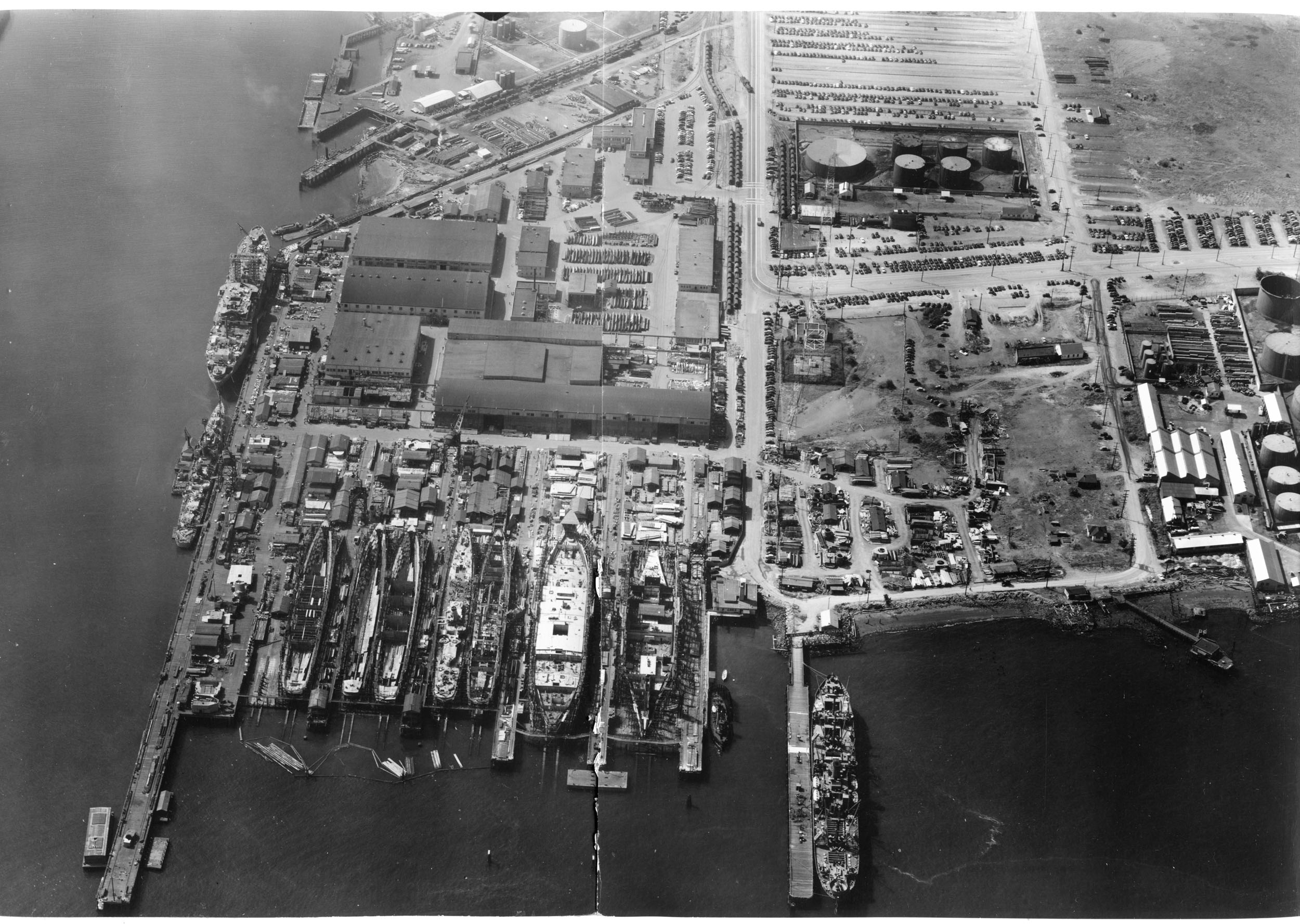
Chantier de Seattle en 1945

Sur Harbor Island (47° 35′ 21″ N, 122° 20′ 53″ O) dans deux installations distinctes à l'extrémité nord de l'île. En 1918, Todd quitta le front de mer de Seattle et ouvrit un atelier de réparation à l'angle nord-ouest de l'île. En 1940, des cales de halage supplémentaires ont été ajoutées à l'extrémité nord-est. L'extension disposait des 5 voies de construction lors de son achèvement initial (2 destroyers chacune). En juin 1945, 5 destroyers étaient en construction, le navire inachevé Seaman (DD-791) était sur le point d'être mis en chantier et 2 navires ravitailleurs (Isle Royale (AD-29) et Great Lakes (AD-30) - finalement avortés) utilisaient chacun une cale de mise à l'eau complète.
Bien que le chantier de Seattle ait produit le plus grand nombre de destroyers sur la côte ouest, Union Iron Works a été légèrement plus productif dans l'ensemble avec 4 croiseurs classe Atlanta, 9 destroyers classe Benson, 18 destroyers classe Fletcher, 6 destroyers classe Allen M. Sumner, 3 destroyers classe Gearing et 12 destroyers  d'escorte de classe Buckley.
Marchés attribués

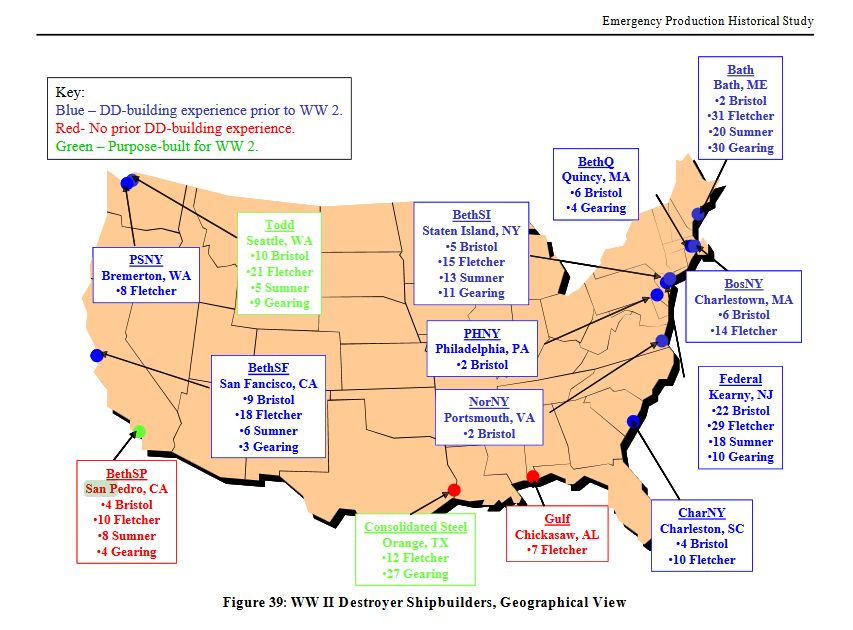
Carte des constructeurs de destroyers de la Seconde Guerre mondiale du Department of Defense (DoD)

- NOD1502 7/40 destroyers 29 406 000 $ (= 5 Gleaves)
- NOD1511 9/40 destroyers 109 726 000 $ (= 15 Fletcher)
- NOD1502S 12/40 destroyers 29 406 000 $ (= 5 Gleaves)
- NOD1760 3/41 pétroliers 10 700 000 $ (= 5 Patapsco, construit à Tacoma)
- OBS315 8/42 destroyers 40 799 000 $ (= 6 Fletcher)
- OBS329 8/42 destroyers 107 535 000 $ (= 15 Allen M. Sumner)
- OBS10215 8/44 navires ravitailleurs 2 081 000 $
- total : 329 653 000 $

45 des 415 destroyers
- 10 des 66 destroyers classe Gleaves
  - (1er mai 1941 - 7 septembre 1942)
  - Carmick (DD-493) ... USS Frankford (DD-497)
  - Baldwin (DD-624) ... USS Welles (DD-628)
- 21 des 175 destroyers classe Fletcher
  - (8 mars 1942 - 6 juin 1944)
  - Franks (DD-554) ... Wren (DD-568)
  - Jarvis (DD-799) ... Rooks (DD-804)
- 5 des 58 destroyers classe Allen M. Sumner (comme "Todd Pacific" selon certaines sources)[24]
  - USS Zellars (DD-777) ... Robert K. Huntington (DD-781)
- 9 des 98 destroyers classe Gearing (sous le nom de "Todd Pacific" selon certaines sources)[25]
  - Rowan (DD-782) ... USS Shelton (DD-790)
  - 1 supplémentaire, USS Seaman (DD-791), a été lancée de manière incomplète et n'a jamais été mise en service

1 des 6 navires ravitailleurs classe Shenandoah
- Isle Royale (AD-29)
- Great Lakes (AD-30) - annulé incomplet

#### Hypothèses d'utilisation des cales
Pour les 30 premiers navires, la répartition basée sur les dates de pose de la quille et de mise à l'eau ne peut être que :
- Cale A: Carmick, Franks, Rowe
- Cale B: Doyle, Haggard, Smalley
- Cale C: Endicott, Hailey, Stoddard
- Cale D: McCook, Johnston, Watts
- Cale E: Frankfort, Laws, Wren
- Cale F: Baldwin, Longshaw, Jarvis
- Cale G: Harding, Morrison, Porter
- Cale H: Satterlee, Pritchett, Calhoun
- Cale I: Thompson, Robinson, Gregory
- Cale J: Welles, Ross, Little

Aucun des 10 Gearing n'aurait pu occuper la cale où l'Isle Royale a été construit.
Aucun des 5 Sumner ou Rooks n'a pu être construit à G, H, I, J.
Le Rowan a dû être construit sur G.
Au moins 2 Gearing ont dû être construits à la suite d'un Gearing et 3 Gearing n'ont pas pu être construits sur la même cale.
En supposant qu'une cale n'est pas restée inoccupée pendant 82 jours uniquement pour construire un autre destroyer, aucun autre destroyer n'a été construit sur le H. Il en va de même pour le I (54 jours d'écart) et le J (40 jours d'écart). Même dans ce cas, Gurke a dû suivre Rooks avec un écart de 25 jours, ce que l'approche purement analytique ne peut expliquer. Les réparations des navires peuvent être à l'origine de cet écart, quelle qu'en soit la durée.
Ce qui est certain, c'est que la production de destroyers a ralenti en 1944. Dans le chantier naval de Union Iron Works, aucune nouvelle quille n'a été posée après avril 1944 et les cales de construction sont apparemment restées inutilisées jusqu'en septembre 1944.

### Todd Dry Dock, Inc.

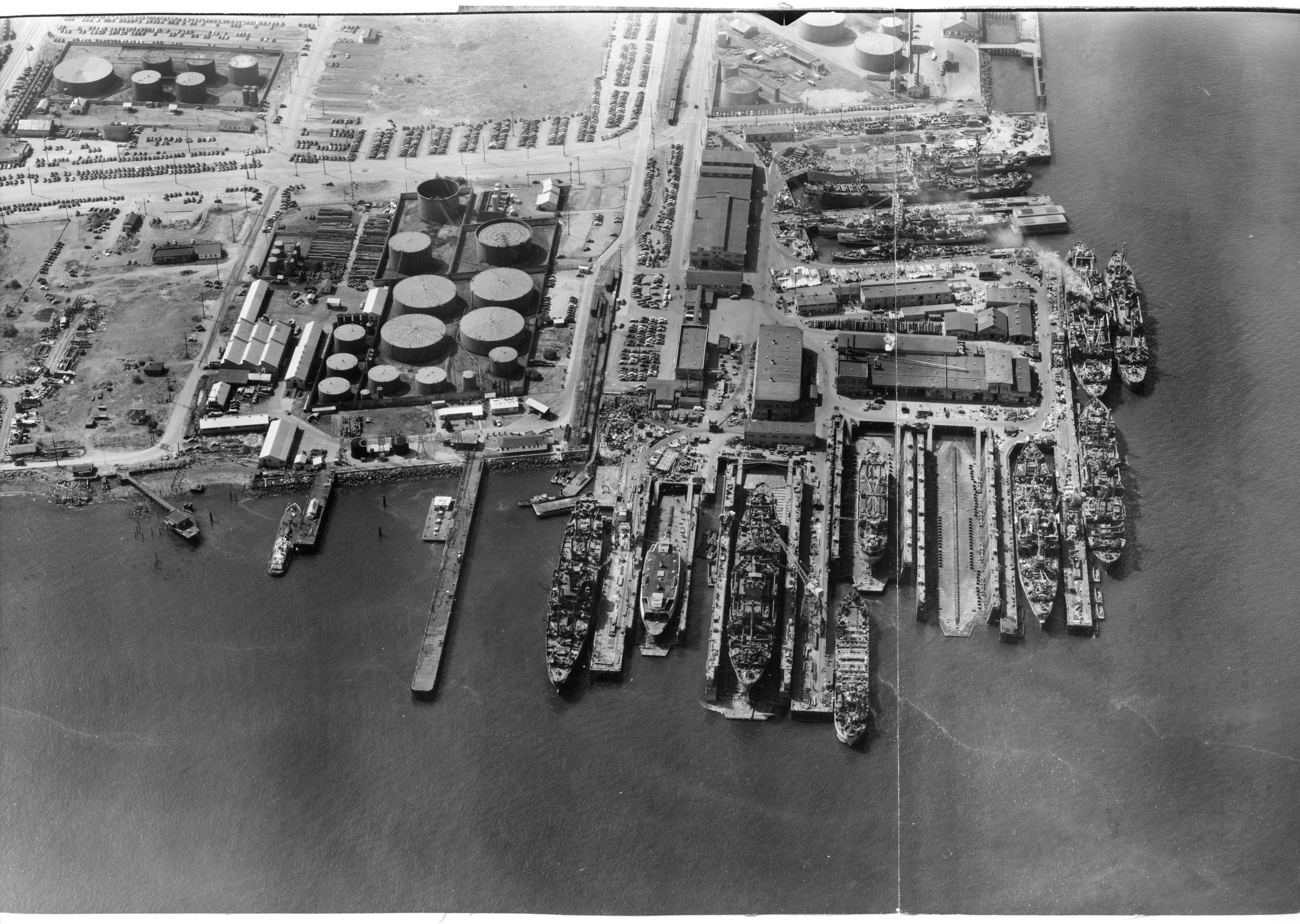
chantier de réparation en 1945

Cette installation a été très active dans l'entre-deux-guerres, avec notamment de gros travaux de transformation.
Les conversions de ... (incomplet)
- Harris (AP-8), Zeilin (AP-9)
  - Voir aussi Two-Ocean Navy Act#AUX ANV
- Kane (APD-18)
- Grumium (AK-112)
- USNS Sgt. Charles E. Mower (T-AP-186)
- SS Cape Cleare au transport de troupes (1943) (un Cape Cleare différent de celui lancé à Tacoma en 1940)

Ce chantier est devenu l'un des deux grands chantiers navals de Seattle à l'époque de la guerre froide, l'autre étant Lockheed.

### Todd Dry Dock and Construction Company
Des six chantiers navals en acier construits pour le Shipping Board à Puget Sound, Todd Construction était le seul à ne pas être situé dans la baie d'Elliott. Ce chantier était situé dans la même zone rectangulaire de la voie navigable Hylebos que le chantier de l'époque de la Seconde Guerre mondiale et disposait également de 8 cales de mise à l'eau.
Description de l'usine, y compris une carte: 
Faits historiques : Cinq navires (énumérés ci-dessous) construits dans le chantier ont été achetés à l'USSB au début des années 1930 par Swayne & Hoyt et ont reçu le nom de Point. En outre, Point Ancha (ex-Delight), Point Bonita (ex-Sacramento), qui ont été construits à Seattle. Le Red Hook et le Hoboken n'ont jamais appartenu à l'USSB. TODO : Montrer comment ce système de dénomination a commencé à Portland par Albina Engine & Machine Works, d'où Swayne & Hoyt l'a repris.
Le Kennecott était quelque peu inhabituel pour l'époque et l'un des 7 navires à moteur diesel de plus de 1 000 tonnes construits aux États-Unis en 1921 et l'un des 82 construits ou nouvellement convertis dans le monde.
En 1920, le chantier participe à un programme visant à convertir les navires construits au Japon à des brûleurs à mazout pour le compte de l'USSB : SS Eastern Guide, SS Eastern Gale, SS Eastern Victor, SS Eastern Admiral, SS Eastern Tempest, SS Eastern Importer pour un montant total de 384 352 $.
| Yard# | USSB#                | Nom                    | Type                  | Lancement         |
| ----- | -------------------- | ---------------------- | --------------------- | ----------------- |
| 1     | Req.                 | Tacoma                 | 7 500dwt cargo        | 28 mars 1918      |
| 2     | Req.                 | Anacortes              | 7 500dwt cargo        | 4 juillet 1918    |
| 3     | Req.                 | Masuda                 | 7 500dwt cargo        | 23 mai 1918       |
| 4     | Req.                 | Puget Sound            | 7 500dwt cargo        | 19 juillet 1918   |
| 5     | Req.                 | Bellingham             | 7 500dwt cargo        | 28 septembre 1918 |
| 6     | Req.                 | Yukon                  | 7 500dwt cargo        | 26 octobre 1918   |
| 7     | Req.                 | Cascade                | 7 500dwt cargo        | 21 décembre 1918  |
| 8     | 2629                 | Olen                   | 7 500dwt cargo        | 25 juin 1919      |
| 9     | 2630                 | Ophis                  | 7 500dwt cargo        | 30 juillet 1919   |
| 10    | 2631                 | Orcus                  | 7 500dwt cargo        | 19 juillet 1919   |
| 11    | 2632                 | St. Anthony            | 7 500dwt cargo        | 10 septembre 1919 |
| 12    | 2633                 | Ossa                   | 7 500dwt cargo        |                   |
| 13    | 2634                 | Otho                   | 7 500dwt cargo        |                   |
| 14    | 2635                 | Padnsay                | 7 500dwt cargo        |                   |
| 15    | 2636                 | Pallas Point Clear     | 7 500dwt cargo        |                   |
| 16    | 2637                 | Pansa                  | 7 500dwt cargo        |                   |
| 17    | 2638                 | Rotarian               | 7 500dwt cargo        |                   |
| 18    | 2639                 | Parma                  | 7 500dwt cargo        | annulé            |
| 19    | 2640                 | Patmos                 | 7 500dwt cargo        | annulé            |
|       | 2641 - 2652          |                        | 7 500dwt cargo        | annulé            |
| 20    | 105                  | Ossining Point Lobos   | 7 500dwt cargo        | 6 mai 1919        |
| 21    | 106                  | Higho                  | 7 500dwt cargo        | 27 septembre 19   |
| 26    | 111                  | Jacona                 | 7 500dwt cargo        | 30 novembre 1918  |
| 27    | 112                  | Remus Point Judith     | 7 500dwt cargo        | 16 avril 19       |
| 28    | 113                  | Zarembo                | 7 500dwt cargo        | 4 juin 1919       |
| 29    | 114                  | Quittacas              | 7 500dwt cargo        | 4 janvier 1919    |
| Yard# | Propriétaire         | Nom                    | Type                  | Lancement         |
| 30    | Navy                 | Omaha                  | Croiseur classe Omaha | 14 décembre 1920  |
| 31    | Navy                 | Milwaukee              | Croiseur classe Omaha |                   |
| 32    | Navy                 | Cincinnati             | Croiseur classe Omaha |                   |
| 33    | Todd                 | Red Hook Point Estero  |                       |                   |
| 34    | Todd                 | Hoboken Point Vincente |                       |                   |
| 35    | Alaska SS Co.        | SS Kennecott           | 6 500dwt cargo        | 6 janvier 1921    |
| 36    | Alaska SS Co.        | Alaska                 | P&C                   | 19 avril 1923     |
| 43    | Southern Pacific Co. | Bienville              | 445 ft. passenger     | 2 juillet 1924    |

1. ↑  
Six bâtiments pour les Shipping Controller / Cunard Line:
  - War Artist → Tacoma
  - War Herald → Bellingham
  - War Bard → Yukon
  - War Comrade → Anacortes
  - War Guide → Puget Sound
  - War Regent → Cascade

Un bâtiment pour la Barber Steamship Lines: Masuda.
Tous les contrats ont été hérités de la Seattle Construction and Drydock Company
2. ↑  Le contrat n° 13 de l'USSB a été hérité du contrat du Seattle Construction and Drydock Company, moins 4 navires (107, 108, 109, 110) construits dans ce chantier. Les numéros de coque de l'USSB sont, par coïncidence, très similaires aux numéros de chantier alternatifs du schéma DD de Seattle, non représentés ici.